# Southampton Castle

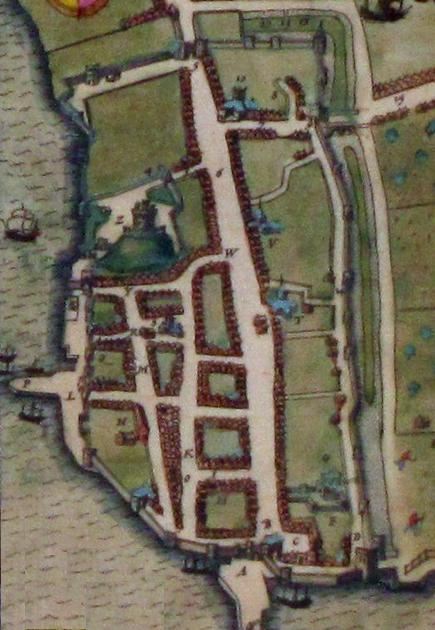
Southampton Castle in einer Stadtkarte von John Speed von 1612

Southampton Castle ist eine Burgruine in der Stadt Southampton in der englischen Grafschaft Hampshire. Die Burg, die nach der normannischen Eroberung Englands erbaut wurde, lag in der Nordwestecke der damaligen Siedlung über dem River Test. Das erste Gebäude dort war eine hölzerne Motte. Ende des 12. Jahrhunderts war diese königliche Burg größtenteils in Stein neu gebaut worden und spielte eine wichtige Rolle im Weinhandel, der über die Docks in Southampton abgewickelt wurde. Ende des 13. Jahrhunderts war die Burg dem Verfall preisgegeben, aber die Gefahr eines französischen Angriffes veranlasste König Richard II. dazu, ausgedehnte Neubauten vornehmen zu lassen. Das Ergebnis war eine Burg mit starken Verteidigungsanlagen, eine der ersten in England, die mit Kanonen ausgestattet war. Im 16. Jahrhundert verfiel die Burg erneut und wurde 1618 an Immobilienspekulanten verkauft. Nachdem das Burggelände jahrhundertelang verschiedensten Zwecken gedient hatte, z. B. auch dem Bau eines neugotischen Landhauses Anfang des 19. Jahrhunderts, wurde es eingeebnet und größtenteils vollkommen neu bebaut. Nur wenige Teile der ursprünglichen Burg sind heute in Southampton noch zu sehen.

## Geschichte

### 11.–13. Jahrhundert
Die erste Version von Southampton Castle wurde Ende des 11. Jahrhunderts erbaut, irgendwann nach der normannischen Eroberung Englands. Southampton war damals eine relativ große Siedlung, aber nicht so bedeutend wie im Spätmittelalter. Die königliche Burg wurde in der schon existierenden Siedlung an Stelle eines vermutlichen, großen englischen Hallenbaus errichtet, wobei schwere Schäden an den umliegenden Privatgebäuden verursacht wurden, weil man Platz für die neuen Befestigungen schaffen musste. Die Stadt Southampton war auf den meisten Seiten von Wasser geschützt, da sie Wassergräben und Wälle besaß, und die Burg wurde auf ansteigendem Grund in der Nordwestecke der Stadt, über der Mündung des River Test, eines wichtigen Wasserweges im Mittelalter, gebaut. Die erste Burg war eine hölzerne Motte. Der Mound hatte einen Durchmesser von 14 Metern und mindestens ein Teil der Mauern des Burghofes wurden in der ersten Hälfte des 12. Jahrhunderts in Stein neu errichtet. Die reichsten Viertel von Southampton lagen im Westen der Stadt, direkt südlich der Burg, einige der ärmsten Viertel direkt auf der anderen Seite der Burg, im Nordosten. So lag die Burg direkt anschließend an die Kais der Stadt.
In den Jahren der Anarchie, in denen die Kaiserin Matilda und König Stephan um die Vorherrschaft in England kämpften, hielt die Burg William le Gros, der Bischof von Winchester, ein Unterstützer Stephans. Als Heinrich II. im Jahre 1153 auf den englischen Thron kam, nahm er die Burg zurück und unternahm Schritte zur Verbesserung des Zustands von Southampton Castle als Teil seiner Bemühungen um eine Verbesserung des allgemeinen Sicherheitsstandards im Süden Englands. Damals galt Southampton Castle zusammen mit anderen wichtigen Burgen wie dem Tower of London, Windsor Castle, Oxford Castle, Lincoln Castle und Winchester Castle als Schlüsselfestung.
In der zweiten Hälfte des 12. Jahrhunderts wurde Southampton Castle eher wegen seiner Rolle in der Küstenverteidigung und als Küstenbasis für militärische Unternehmungen auf dem europäischen Festland geschätzt als für seinen Wert für die innere Sicherheit. Nach der Bedrohung einer Invasion durch die Franzosen in den 1170er-Jahren investierte Heinrich II. begrenzte Mittel in die Burg, und 1187 wurde der hölzerne Donjon abgerissen und stattdessen ein steinerner Donjon errichtet. König Johann Ohneland erhöhte die Investitionen in die Burg in seiner Regierungszeit. Königliche Besuche waren in Southampton sehr üblich und so wurde eine weitere königliche Unterkunft, das King's House, außerhalb der Burg errichtet.
Southampton war im 12. Jahrhundert ein wichtiger Handelsplatz mit Handelswegen in die Normandie, in die Levante und in die Gascogne. Die Burg spielte eine wichtige Rolle in diesem Handel, teilweise auch als Lagerhaus für die Importe des Königs, was durch einen Bailiff der Krone organisiert wurde. Königliche Beschaffungen von Wein waren für die Burg besonders wichtig, da dieser dort gelagert und auf die königlichen Besitzungen im gesamten Süden Englands verteilt wurde. Der frühere Rittersaal der Burg wurde im 13. Jahrhundert in ein unterirdisches Gewölbe umgewandelt, vermutlich, um Wein zu lagern.

### 14.–15. Jahrhundert

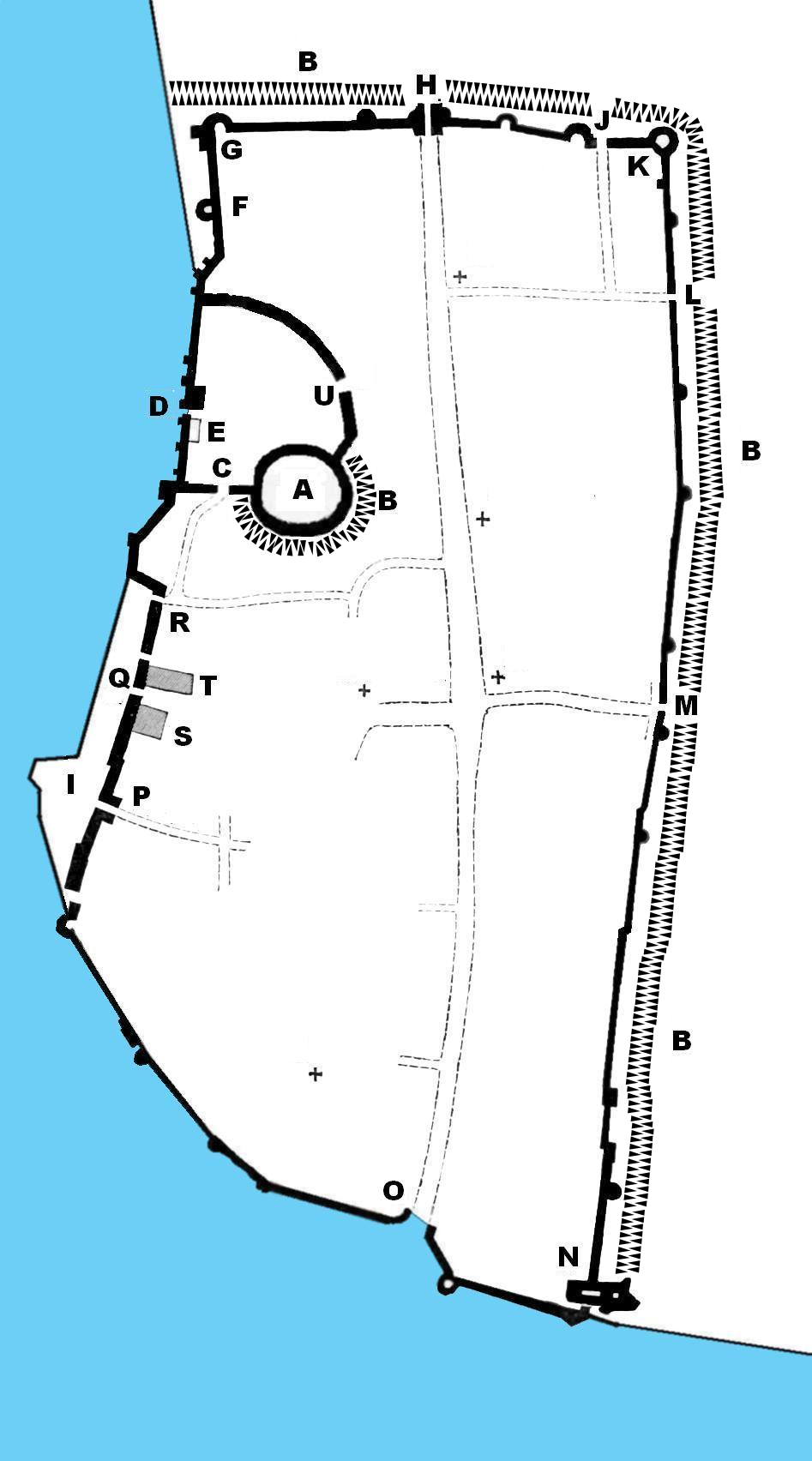
Die Verteidigungsanlagen von Southampton im Spätmittelalter:
A – Donjon der Burg; B – Burggraben; C – Southgate; D – Water Gate; E – Gewölbe der Burg; F – Catchcold Tower; G – Arundel Tower; H – Bar Gate; I – Docks; J – York Gate; K – Polnymond Tower; L – Osttor; M – Brückentor; N – Sporn; O – Südtor; P – Westtor; Q – Blue Anchor Gate; R – Biddles Gate; S – King John's Palace; T – Normannisches Haus; U – Osttor der Burg.

1300 war Southampton ein wichtiger Hafen und eine große Provinzstadt mit etwa 5000 Einwohnern. 1338 gab es einen erfolgreichen französischen Angriff auf die Stadt, wobei verschiedene Gebäude niedergebrannt und die Burg beschädigt wurden. König Eduard III. antwortete darauf mit der Verstärkung der Verteidigungsanlagen der Stadt; er ließ Mauern entlang der alten Gräben und Wälle bauen, wobei insbesondere die Westseite der Stadt besser befestigt wurde, aber an der Burg selbst scheint wenig verbessert worden zu sein. Mitte des 14. Jahrhunderts war Southampton Castle in eine zwei Kilometer lange Stadtmauer eingebettet, wobei allerdings Stadtmauer und Burg separat verwaltet wurden.
1370 griffen die Franzosen erfolgreich Portsmouth an, ein Auftakt einer Reihe neuer Angriffe auf die englische Südküste. Sofort antworteten zuerst König Eduard III. und dann König Richard II. mit einem neuen Burgenbauprogramm darauf, das auch Arbeiten an Southampton Castle, das sich in schlechtem Zustand befand, mit einschloss. Der schlechte Zustand war teilweise durch den Diebstahl von Baumaterialien, auch Steinen und Dacheindeckungen, durch die Bürger der Stadt verursacht worden. Der Baumeister Henry Yevele und der Architekt William Wynford erneuerten den Donjon von 1378 bis 1382, während zusätzliche Verteidigungsanlagen zwischen 1383 und 1388 hinzugefügt wurden, z. B. eine Barbakane und eine Schutzwehr. Thomas Tredynton wurde zum Kaplan der Burg ernannt und erhielt ein unüblich hohes Jahresgehalt von £ 10, was seinen weiteren Fähigkeiten als Militäringenieur geschuldet war. Southampton Castle erhielt 1382 als eine der ersten Burgen im Lande seine erste Kanone. Damals waren die Kanonen noch sehr unzuverlässig, hatten nur sehr geringe Schussweiten und benötigten spezielle Stückpforten. Auch diesmal war der Entschluss zur Ausrüstung der Burg mit einem solchen Gerät von Befürchtungen vor einem französischen Angriff getragen. Ein „Experte für Kanonen und den Umgang mit Artillerie“  wurde im 15. Jahrhundert zum Betrieb der neuen Bewaffnung eingesetzt.
Nach dem Schock von 1457, als französische Truppen erfolgreich die Stadt Sandwich an der Südküste angriffen, wurde Southampton Castle erneut in Alarmbereitschaft versetzt und einer der “verlässlicheren Kapitäne” König Heinrichs VI., Nicholas Carew, wurde auf Lebenszeit auf der Burg eingesetzt. Obwohl die Investitionen in die Burg abnahmen, konnte der Geschichtsforscher John Leland den neuen Donjon Anfang des 16. Jahrhunderts als „Glorie der Burg, sowohl groß als auch sehr stark, sowohl in der Ausführung als auch in der Ansicht” beschreiben.

### 16.–19. Jahrhundert
Im 16. Jahrhundert begann eine neue Periode des Verfalls für die Burg. Nach 1518 wurde kein Geld mehr in die Reparatur der Burg investiert. Der innere Burghof wurde erst zu einem Müllplatz und dann für extensive Landwirtschaft genutzt. 1585 war die Burg „sehr ruinös und in großem Verfall“. Im Gegensatz zu vielen anderen königlichen Burgen wurde Southampton Castle nie in ein Gefängnis umgewandelt, denn die beiden Gefängnisse von Southampton entstanden am Bargate und in der Fish Street. 1618 verkaufte König Jakob I. die Burgh an Immobilienspekulanten; sie wurde dann an George Gallop, einen lokalen Kaufmann, weiterverkauft und auf dem Mound wurde später eine Windmühle errichtet. Im folgenden englischen Bürgerkrieg spielte die Burg keine Rolle, auch wenn ein Teil ihres Mauerwerks 1650 zur Verstärkung der Stadtmauern verwendet wurde. Zwei der Burgtore, das Südtor und das Osttor, wurden Ende des 18. Jahrhunderts abgerissen. Der Rest der Gebäude verfiel zusehends.
Verschiedene kurzlebige Bauten wurden später auf dem Mound errichtet. Der erste davon war an der Wende zum 19. Jahrhundert ein Pavillon, den Lord Stafford bauen ließ. 1808 ließ der Marquess of Landsdowne ein Landhaus im neugotischen Stil auf dem Mound errichten, wofür ein Teil der Überreste des steinernen Donjons verwendet wurde. Es wurde Landsdowne Castle genannt und bot einen schönen Blick über die Stadt. Landsdowne Castle wurde entweder 1815 oder 1818 abgerissen und der größte Teil des Mounds anschließend eingeebnet.
Ab dem Ende des 19. Jahrhunderts wurde das Burggelände mehrfach überbaut. Eine neue Straße, Upper Bugle Street, wurde durch den alten Burghof angelegt und verschiedene Gebäude der Stadtverwaltung errichtet. Nach dem Zweiten Weltkrieg wurde die Bautätigkeit fortgesetzt; im Krieg waren große Teile der Stadt um die alte Burg durch Bombenabwürfe erheblich beschädigt worden.

## Heute

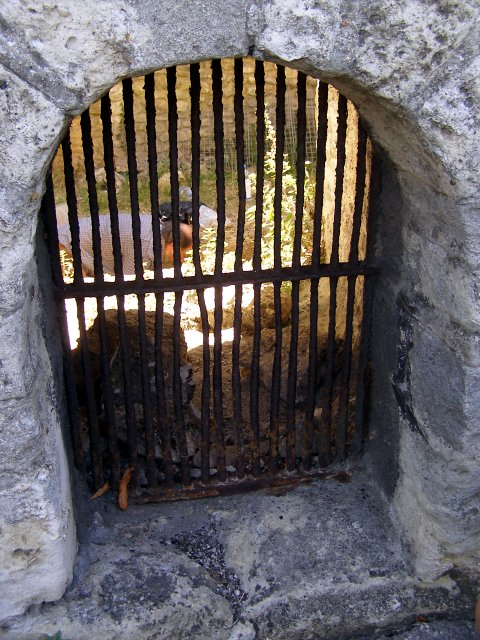
Ausgrabungen unter dem Watergate der Burg

Nur Fragmente der mittelalterlichen Burg sind bis heute erhalten; der größte Teil des ursprünglichen Burggeländes ist mit modernen Bauten bedeckt. Ein Wohnblock von 1962 über den Resten des alten Mounds dominiert das Ensemble. Den Rittersaal und das Gewölbe der Burg kann man heute noch sehen, ebenso wie noch erhaltene Teile der südlichen Burgmauer, das Watergate und Fragmenten der nördlichen Burgmauer. Bei einer Reihe von archäologischen Untersuchungen zwischen 1973 und 1983 wurden etwa 10 % des gesamten Burggeländes ausgegraben und seither wurden weitere Arbeiten in bescheidenem Umfang durchgeführt, z. B. 2001 eine zeitlich begrenzte Ausgrabung unter der Straße Forest View.